# チャイニーズ・ボックス
『チャイニーズ・ボックス』（ちゃいにーずぼっくす、原題：Chinese Box、中国語題：中国匣）は1997年制作のアメリカ・香港・日本合作映画。ウェイン・ワン監督が中国返還に揺れる故郷・香港を描いた作品。

## ストーリー
中国返還を半年後に控えた香港。その香港に15年間住んでいるイギリス人ジャーナリストのジョンは、ヴィヴィアンという中国人女性に恋をする。だが彼に惹かれながらも拒絶するヴィヴィアン。彼女にはチャンという実業家の婚約者がいた。自らが白血病にかかっていることを知ったジョンは、ある日、ジーンという不思議な香港人女性と知り合う……。

## キャスト
- ジョン：ジェレミー・アイアンズ
- ヴィヴィアン：コン・リー
- ジーン：マギー・チャン
- チャン：マイケル・ホイ
- ジム：ルーベン・ブラデス

## スタッフ
- 監督：ウェイン・ワン
- 製作総指揮：吉崎道代、レインハート・ブランディグ、稲葉明典、ジャン・ラバディ
- 製作：リディア・ディーン・ピルチャー、ジャン・ルイ・ピエル
- 脚本：ジャン・クロード・カリエール、ラリー・グロス
- 撮影：ヴィルコ・フィラチ
- 音楽：グレーム・レヴェル
- 音楽監修：スーザン・ジェイコブ
- 編集：クリストファー・テレフセン